# Halo (computerspelserie)
Halo is een sciencefiction-computerspelfranchise ontwikkeld door Bungie en uitgegeven door Microsoft Studios. De spellen worden gerekend tot de beste first-person shooters op een spelcomputer ooit uitgegeven en worden gezien als een killerapplicatie. Na het succes van de hoofdtrilogie volgden meerdere andere spellen, tientallen boeken en stripboeken en films.
De hoofdserie is gebaseerd op het verhaal van Master Chief en een AI genaamd Cortana. De Master Chief helpt de mensheid in het vechten tegen de Covenant, een alliantie van verschillende alienrassen. De naam "Halo" refereert aan de Halo-ringen die ontwikkeld zijn om de Flood uit te roeien.
Van de spellen zijn, per juli 2015, wereldwijd meer dan 65 miljoen exemplaren verkocht. Halo 3 had een omzet van $170 miljoen  in de eerste 24 uur. Halo: Reach verbrak dit record door op de eerste dag een omzet van $ 200 miljoen te behalen. Op zijn beurt scherpte Halo 4 dit record aan door binnen 24 uur een omzet te genereren van $ 220 miljoen.
De muziek, gemaakt voor alle spellen van de Halo-serie, is gecomponeerd door Martin O'Donnell en zijn werkpartner Michael Salvatori.

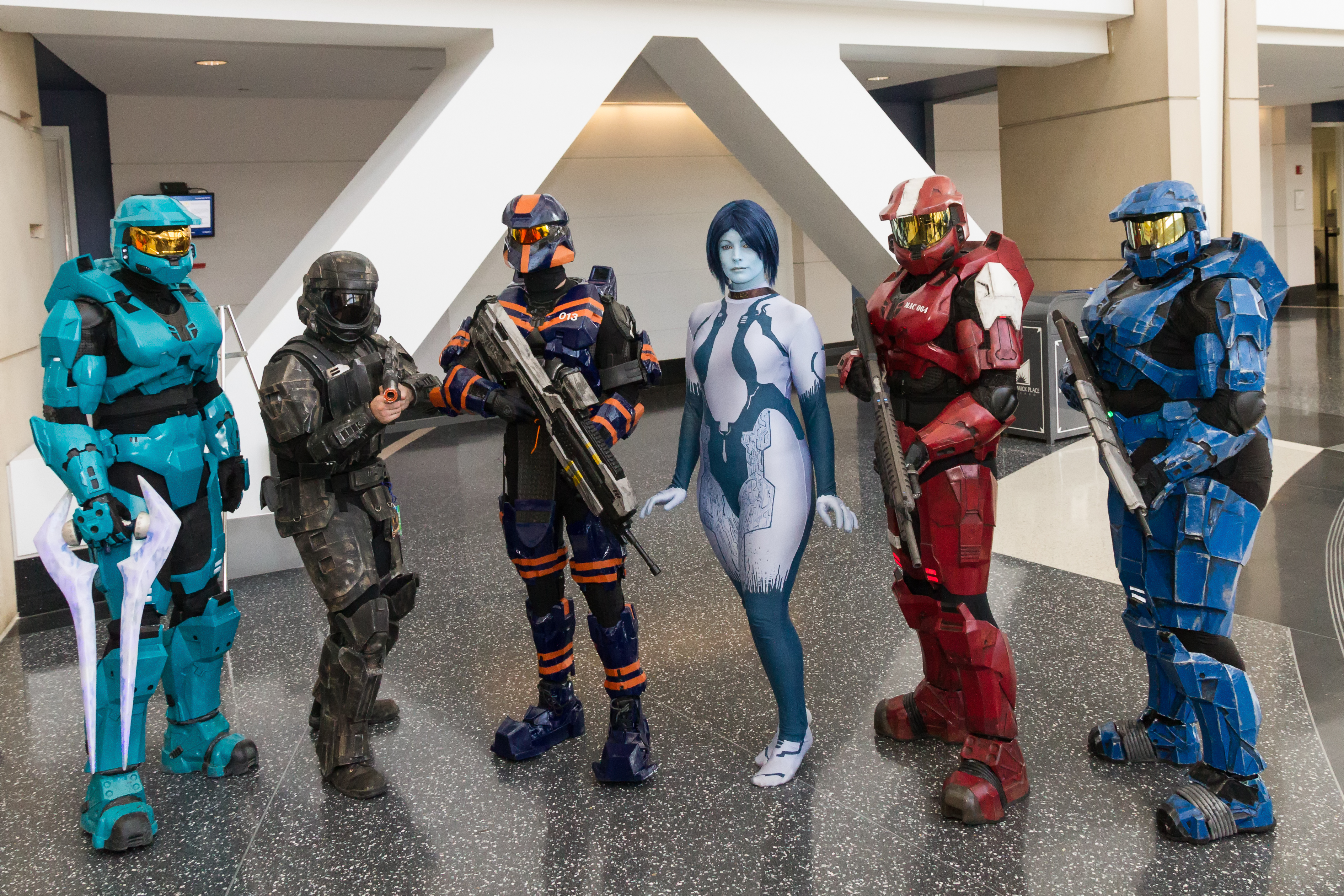
Personages uit de spelserie.

## Chronologisch overzicht
| Release        | Titel                             | Ontwikkelaar                             | Platform                                            |
| -------------- | --------------------------------- | ---------------------------------------- | --------------------------------------------------- |
| november 2001  | Halo: Combat Evolved              | Bungie                                   | Xbox, Windows, OS X, Xbox 360 (Games on Demand)     |
| november 2004  | Halo 2                            | Bungie                                   | Xbox, Windows, Xbox One                             |
| september 2007 | Halo 3                            | Bungie                                   | Xbox 360, Xbox One                                  |
| februari 2009  | Halo Wars                         | Ensemble Studios                         | Xbox 360                                            |
| september 2009 | Halo 3: ODST                      | Bungie                                   | Xbox 360, Xbox One                                  |
| september 2010 | Halo: Reach                       | Bungie                                   | Xbox 360                                            |
| november 2011  | Halo: Combat Evolved Anniversary  | Bungie, Halo Studios                     | Xbox 360, Xbox One                                  |
| november 2012  | Halo 4                            | Halo Studios                             | Xbox 360, Xbox One                                  |
| juli 2013      | Halo: Spartan Assault             | Halo Studios, Vanguard Games             | Windows 8, Windows Phone 8, Xbox 360, Xbox One, iOS |
| november 2014  | Halo: The Master Chief Collection | Halo Studios                             | Xbox One, Windows                                   |
| april 2015     | Halo: Spartan Strike              | Halo Studios, Vanguard Games             | Windows 8, Windows Phone 8, iOS                     |
| oktober 2015   | Halo 5: Guardians                 | Halo Studios                             | Xbox One                                            |
| september 2016 | Halo 5: Forge                     | Halo Studios, SkyBox Labs                | Windows 10                                          |
| februari 2017  | Halo Wars: Definitive Edition     | Halo Studios, Behaviour Interactive      | Windows 10, Xbox One, Windows (Steam)               |
| februari 2017  | Halo Wars 2                       | Halo Studios, Creative Assembly          | Windows 10, Xbox One                                |
| oktober 2017   | Halo Recruit                      | Halo Studios, Endeavor One               | Windows 10 (virtual reality)                        |
| juli 2018      | Halo: Fireteam Raven              | Halo Studios, Play Mechanix, Raw Thrills | Arcadekast                                          |
| december 2019  | Halo Reach                        | Halo Studios                             | Windows 10, Xbox One                                |
| december 2021  | Halo Infinite                     | Halo Studios                             | Windows 10, Xbox One                                |

## Hoofdserie
De hoofdserie bestaat uit Halo: Combat Evolved, Halo 2, Halo 3, Halo 4, Halo 5: Guardians en Halo Infinite.
Halo: Combat Evolved werd voor het eerst uitgegeven op 15 november 2001 in Amerika. Dit spel werd van origine alleen uitgegeven op de toen nieuwe Xbox. Later zijn er nog twee versies uitgekomen, die voor op Windows en voor op de Mac. Halo: Combat Evolved werd het meest gewaardeerd door het grote publiek van alle drie de spellen. Dit komt doordat er in 2001 geen spellen waren van deze grootte. Door de gamecritici werd hij echter niet goed ontvangen vanwege een slecht level design.
Vervolgens werd het tweede spel ontwikkeld en uitgegeven op 9 november 2004. Halo 2 is het eerste spel waar de speler voet zet op de aarde en deze beschikte wel over een goed level design. Ook dit spel was in eerste instantie alleen uitgegeven voor op de Xbox. Halo 3, het laatste deel van de trilogie, is echter uitgegeven voor op de Xbox 360. Deze, toen nieuwe spelcomputer, was verder ontwikkeld en daarbij was de grafische kwaliteit een stuk hoger. Toen op 25 september 2007 Halo 3 uitkwam werden de winkels massaal leeggekocht. Halo 3 vertelt niet alleen de afloop van het verhaal over Master Chief, maar brengt ook nieuwe functies met zich mee. Een uitgebreider multiplayer-systeem is hier een voorbeeld van.

## Overige spellen
Naast de hoofdtrilogie zijn er nog drie spellen uitgegeven.
Halo Wars werd uitgebracht op 26 februari 2009. Dit is het eerste spel dat geen first-person shooter, maar een real-time strategy-spel is. Dit spel is ook niet ontwikkeld door Bungie, maar door Ensemble Studios. De ontvangst voor dit spel was beduidend kleiner. Na de uitgave van Halo Wars sloot Ensemble Studios de deuren. Wel is dit een van de weinige succesvolle RTS-spellen voor op de Xbox 360.
Halo 3: ODST werd op 22 september 2009 uitgegeven voor op de Xbox 360. Dit is een uitbreiding op Halo 3, en vertelt niet het verhaal van Master Chief, maar van een ODST-elitesoldaat (orbital drop shock trooper). Hierbij werd meteen een multiplayer-beta uitnodiging uitgegeven voor het volgende spel, Halo: Reach. Halo: Reach is een in september 2010 uitgekomen spel dat zich afspeelt voor de hoofdtrilogie, op de kolonie Reach. Hierin is de speler deel van Noble Team, een team van 6 elite supersoldaten.
Het spel Halo: Chronicles was aangekondigd, maar werd later geannuleerd.
Op de E3 2011 werden twee nieuwe spellen bekendgemaakt. Het eerste was Halo 4, het eerste spel van Halo Studios in plaats van Bungie. Dit spel is uitgegeven in 2012. Het tweede spel is een verbeterde versie van Halo: Combat Evolved, genaamd Halo: Combat Evolved Anniversary. Deze werd uitgebracht op 15 november 2011, tijdens het 10-jarige bestaan van de Halo-serie. Halo: Combat Evolved: Anniversary is het eerste spel in de serie met Kinect-ondersteuning.

## Andere media

### Boeken en stripboeken
Op basis van de spellen zijn inmiddels tientallen boeken en stripboeken verschenen, waaronder Halo: The Fall of Reach, Halo: Ghosts of Onyx en het drieluik Halo: The Forerunner Trilogy. 

### Films en series
In 2005 was er een film in productie onder de regie van Neill Blomkamp en Peter Jackson als uitvoerend producent. Deze film werd echter in 2006 geannuleerd.
In 2007 werkte Neill Blomkamp samen met WETA digital om de kortfilm Halo: Landfall te produceren. Voor deze film maakte WETA workshops een functionele Warthog, wapens en uniformen. Later werd die Warthog ook gebruikt om Halo 4: forward unto Dawn te maken.
Op 9 januari 2010 is Halo Legends uitgekomen. Dit is een collectie van zeven korte verhalen met betrekking op het Halo-universum. Dit project werd gefinancierd door de nieuwe studio Halo Studios en is ontwikkeld door vijf Japanse productiebedrijven.
In oktober en november 2012 verscheen de webserie Halo 4: Forward Unto Dawn. Halo 4: Forward Unto Dawn is een live-action-serie die teruggaat naar de begindagen van de oorlog tussen de mensheid en de Covenant. In de serie vecht Master Chief op een onbekende planeet met de Covenant.
Via Halo: Waypoint verschenen vier korte digitale stripromans; geanimeerde films gemaakt van stilstaande tekeningen. De titels van deze filmachtige animaties zijn Headhunters, Midnight in the Hearth of Midlothian, The Mona Lisa en The Return.
De televisieserie Halo: Nightfall verscheen op 11 november 2014 als onderdeel van Halo: The Master Chief Collection voor Xbox One. Halo: Nightfall speelt zich chronologisch gezien af tussen Halo 4 en Halo 5: Guardians. De hoofdrol wordt in de serie gespeeld door Jameson Locke, die op de oorspronkelijke Halo-ring een biologisch wapen onderzoekt. Halo: Nightfall wordt geproduceerd door Ridley Scott. Na 11 november werd er wekelijks een nieuwe aflevering uitgezonden, te zien via de Halo Channel-app voor Xbox One, Windows 8.1 en Windows Phone.
Op 24 maart 2022 ging een nieuwe tv-serie in première op Paramount+. De ontwikkeling ging echter moeizaam. Zo was het eerste plan om de reeks in 2015 uit te brengen met Steven Spielberg als producent. Uiteindelijk is de reeks er gekomen met Otto Bathurst als producent en regisseur. De reeks heeft echter geen connectie met het verhaal van het videospel. Kiki Wolfkill maakte namelijk bekend dat de reeks zich afspeelt in zijn eigen "zilveren" tijdlijn. Zo hoopt ze beide canons de kans te geven te evolueren naar de noden van hun media.